# Kohlenmarkt (Danzig)

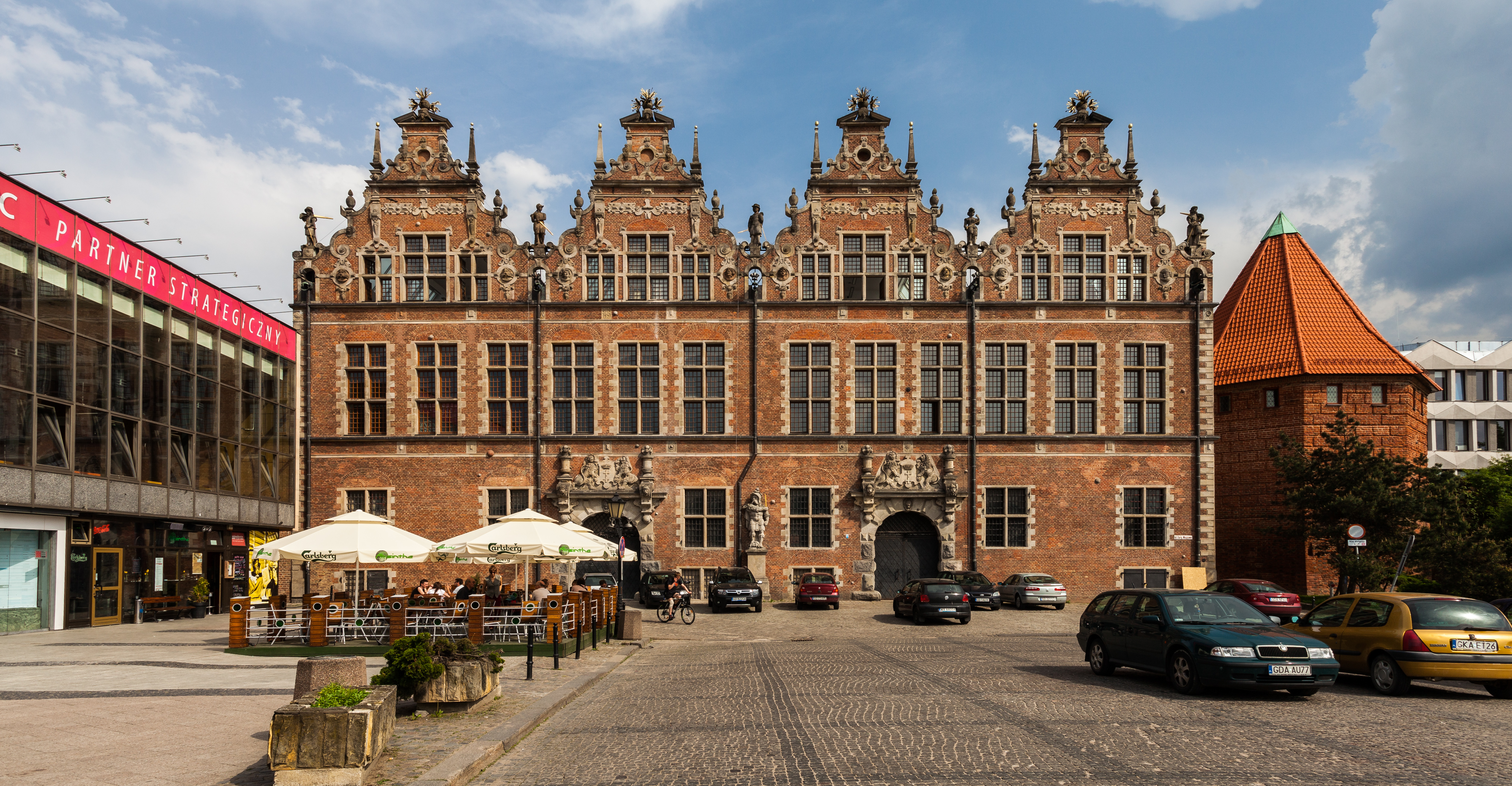
Kohlenmarkt, östliche Seite mit Zeughaus und Theater

Der Kohlenmarkt (polnisch Targ Węglowy, kaschubisch Wânglowi Tôrg) ist ein Platz in der Innenstadt von Danzig.

## Lage
Der Kohlenmarkt liegt am westlichen Rand der Rechtstadt, nahe dem Radaunekanal. Er ist die nördliche Verlängerung der Straße An der Reitbahn (Ulica Wojciecha Bogusławskiego) und führt dann zum Holzmarkt.

## Geschichte
1343 bis 1945 

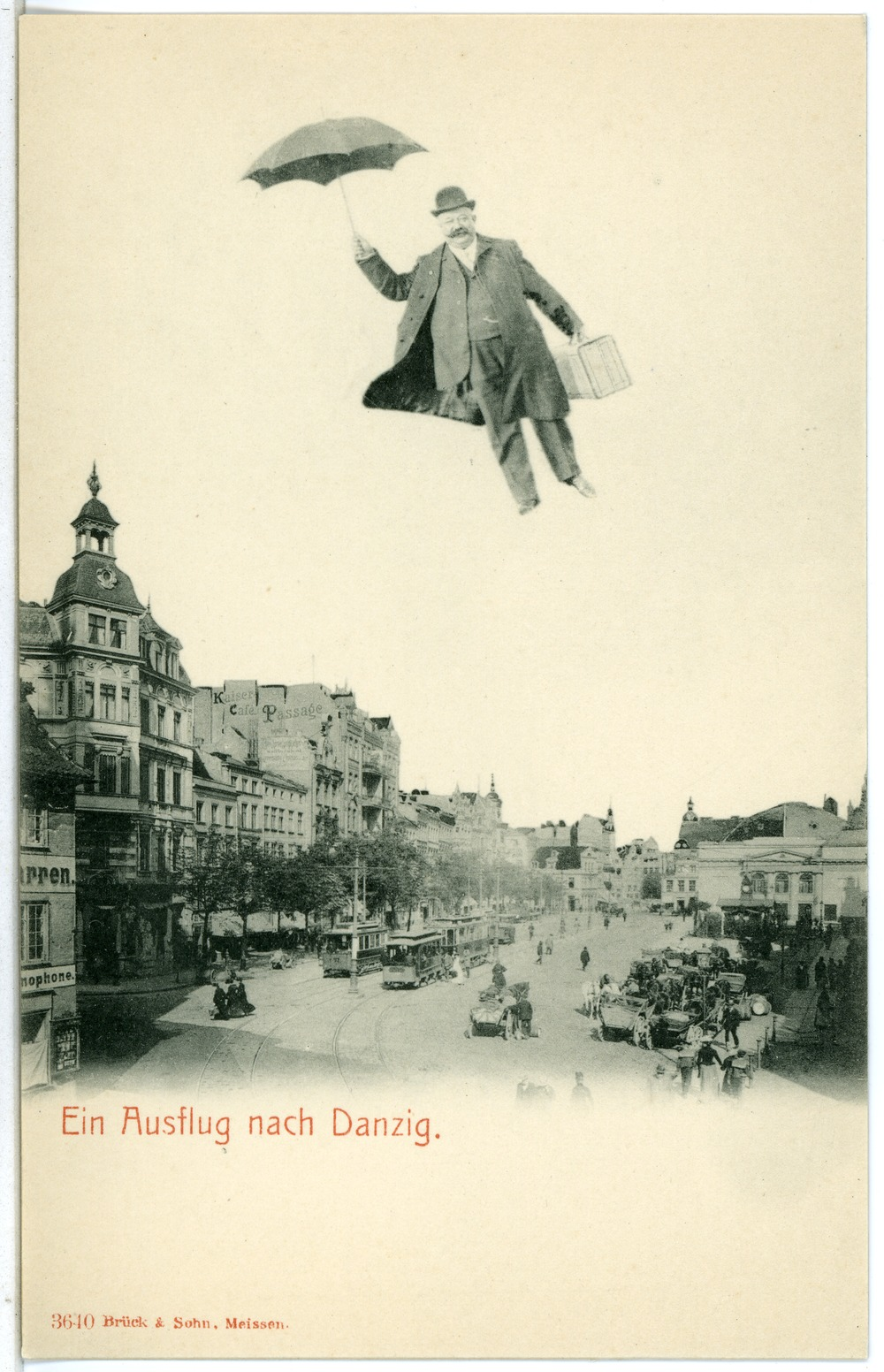
Kohlenmarkt, 1905

Bei der Stadtrechtsverleihung für die Rechtstadt um 1343 wurde auch der Platz am St.-Gertrauden-Hospital erwähnt. Er sollte die gleichen Freiheiten wie die Rechtstadt erhalten, aber außerhalb der Stadtbegrenzung liegen. 1473 wurde er als Dominiksplan erwähnt, da dort der Dominiksmarkt stattfand. In dieser Zeit gab es dort wahrscheinlich bereits einen Holz- und Kohlenmarkt.
Um 1600 wurde das Zeughaus an der östlichen Seite errichtet. In den folgenden Jahrzehnten wurde der Platz nach der Errichtung einer Stadtbefestigungsanlage in die Rechtstadt einbezogen. An der westlichen Seite gab es einen großen Markt für allerlei kleine Dinge (Trödel), mit den Bezeichnungen Tagete und Große Vendete. An der Ostseite hieß er zeitweilig Erbsenmarkt.
1801 wurde das Stadttheater an der Nordwestseite eröffnet.
Seit 1896 führte eine Straßenbahn in nord-südlicher Richtung über den Platz. 1899 wurde das Luxushotel Danziger Hof eröffnet, seit 1906 gab es einen Taxistand.
Etwa 1939 wurde der Platz in Theaterplatz umbenannt. 1945 wurde die Bebauung des Platzes größtenteils zerstört.
Seit 1945

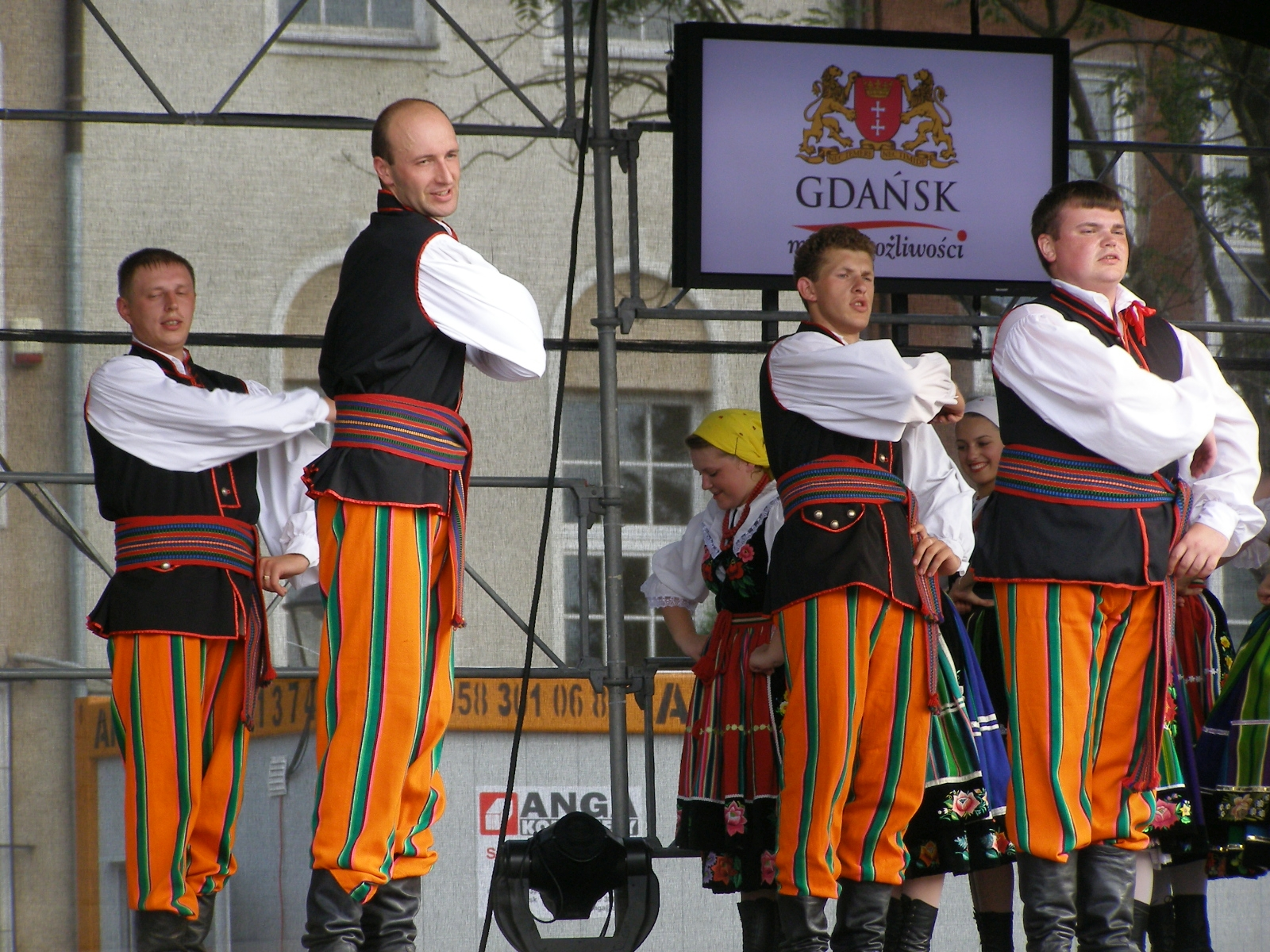
Veranstaltung auf dem Kohlenmarkt

Nach 1945 begannen die Wiederaufbauarbeiten der meisten wichtigen historischen Gebäude. 1967 wurde das Theater in modernistischer Stil wiedereröffnet. 1971 wurde der Straßenbahnverkehr eingestellt.
Gegenwärtig wird der Platz häufig für kulturelle Veranstaltungen genutzt, jährlich finden dort der Dominikanermarkt und ein Weihnachtsmarkt statt. In der restlichen Zeit ist er einer der größten Parkplätze der Innenstadt mit Parkgebühren.

## Bauwerke
Am Kohlenmarkt oder in dessen unmittelbarer Nähe liegen die rekonstruierten oder neu gebauten Gebäude
- Zeughaus
- Küstentheater (Teatr Wybreże)
- ehemaliger Hof der St.-Georg-Schützenbruderschaft
- Stockturm
- Peinkammertor